# Arcediano (Salamanca)
Arcediano es un municipio y localidad española de la provincia de Salamanca, en la comunidad autónoma de Castilla y León. Se integra dentro de la comarca de La Armuña. Pertenece al partido judicial de Salamanca y a la Mancomunidad La Armuña.
Su término municipal está formado por un solo núcleo de población, ocupa una superficie total de 11,48 km² y según los datos demográficos recogidos en el padrón municipal elaborado por el INE en el año 2021, cuenta con una población de 96 habitantes.

## Geografía
A 16 km de Salamanca, en la carretera a Fuentesaúco y Toro.
Arcediano se sitúa en la comarca de La Armuña, caracterizada por la extensión de las llanuras cerealistas que se pierden en el horizonte. Dentro de este paisaje, cabe destacar en el municipio de Arcediano la presencia de varias lagunas y charcas, pequeños humedales que favorecen la presencia de abundantes aves, que destacan entre la biodiversidad de la zona.

## Historia

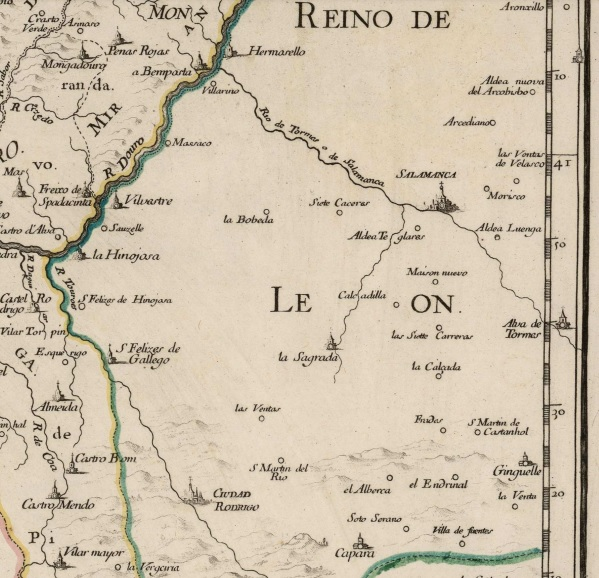
Mapa del año 1666 en el que aparece Arcediano.

Tomó su nombre de su dueño y poblador, el Arcediano Rozalino o Rozalín, de origen galaico, corriendo el año 1120.

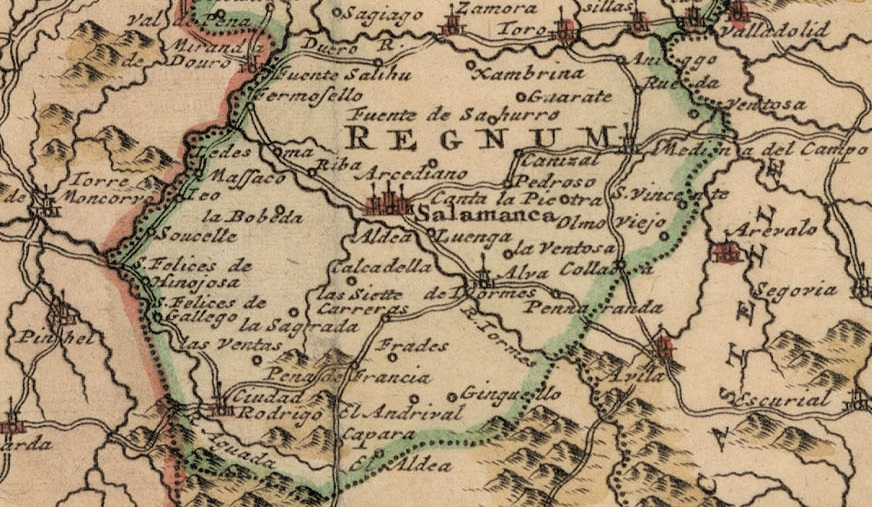
Detalle del sur del Reino de León en el mapa "Nouvelle Carte d'Asturie, Galice et Leon, avec les grands chemins", donde se puede observar Arcediano.

Fundado por los reyes de León en la Edad Media, Arcediano quedó encuadrado en el cuarto de Armuña de la jurisdicción de Salamanca, dentro del Reino de León, denominándose entonces "Arzediano". Posteriormente, Arcediano fue cedido al obispado de Salamanca, pasando a conformar un señorío catedralicio dependiente del obispo salmantino. Con la creación de las actuales provincias en 1833, Arcediano quedó encuadrado en la provincia de Salamanca, dentro de la Región Leonesa.

### Leyendas
Cuenta la leyenda que el emperador romano Adriano pasó un verano del siglo I por tierras de La Armuña. Acompañado tras una dura campaña bélica en Lusitania, se dirigía hacia el norte en busca de un mejor clima. La victoria había sido heroica, brillante, pero el precio pagado ostentoso, con numerosas bajas entre sus filas y sobre todo un extenuante cansancio. El calor arreciaba con fuerza. Los rayos de sol se introducían entre la quemada piel de los romanos cual afiladas agujas buscando el mayor daño posible. Exhausto, el emperador ordenó montar el campamento en los campos de Arcediano, una pequeña villa cuyo nombre se debía a que precisamente un arcediano fue su primer poblador.
Adriano contempló el dorado océano que se extendía ante sus ojos. La cosecha de cereal ya había sido recolectada. Pareciera como si el mismísimo infierno se encontrara golpeando bajo la tierra para salir a la superficie. El emperador solicitó una jarra de agua, pero tal era el calor que el líquido elemento casi se había evaporado en el interior del recipiente. Ordenó a sus criados que le trajeran entonces vino, cerveza, licor de Malta, lo que fuera con tal de aplacar aquella creciente sed. Pero nada. Todas las bebidas eran fuego en la boca de Adriano.
Desesperado, el emperador se sentó a la puerta de su tienda con la intención de que el tiempo transcurriera para dejar paso a una noche más fresca. Entonces, a lo lejos, observó cómo un labrador interrumpía en ocasiones su labor para acercarse un extraño recipiente a la boca y beber lo que parecía agua. Era imposible. ¿Estaba loco aquel lugareño? ¿De qué pasta estaba hecha su boca para aguantar tales ardores? Adriano ordenó a sus criados que el campesino se acercara hasta el campamento romano. Debía averiguar por medio de qué extraño sortilegio era capaz de beber agua sin quemarse la garganta.
El joven labrador fue conducido en presencia del emperador, quien le preguntó cómo podía beber agua con total normalidad, cuando todas sus jarras estaban ardiendo. Entonces, le enseñó un botijo y le explicó que esta singular cerámica conservaba fría el agua incluso en las condiciones más extremas de calor. Los soldados romanos presentes en el lugar se burlaron del campesino. ¡Eso es imposible!, ironizó el emperador. Por eso, el joven le ofreció un trago para que él mismo pudiera comprobarlo. Adriano cogió con fuerza el botijo, lo entornó hacia una babeante boca y dejó que un pequeño chorro fluyera hasta sus entrañas. Al momento sus ojos se abrieron como platos y los brazos permanecieron inmóviles, dejando que el agua continuara saciando su sed. Bebió hasta reventar. Bebió hasta casi vaciar el botijo. Pero bebió quedando completamente satisfecho.
El emperador devolvió la vasija a su propietario y ordenó a sus soldados que buscaran más botijos en las villas de la zona para conservar fresca el agua. En agradecimiento, al joven labrador lo colmó de riquezas. Durante dos días los romanos recopilaron todo tipo de botijos, pagando suculentas sumas de dinero a sus propietarios. Y desde entonces, todos los ejércitos romanos nunca olvidaron llevar tal recipiente a cada una de las batallas a las que acudieron. Cuentan los más viejos del lugar que el joven labrador, celoso de la fortuna lograda, la enterró para, cual botijo a la sombra, permanecer a buen recaudo. Pero falleció antes de poder gastarla toda, esperando a que alguien, algún día, también la encuentre fresca.

## Monumentos y lugares de interés

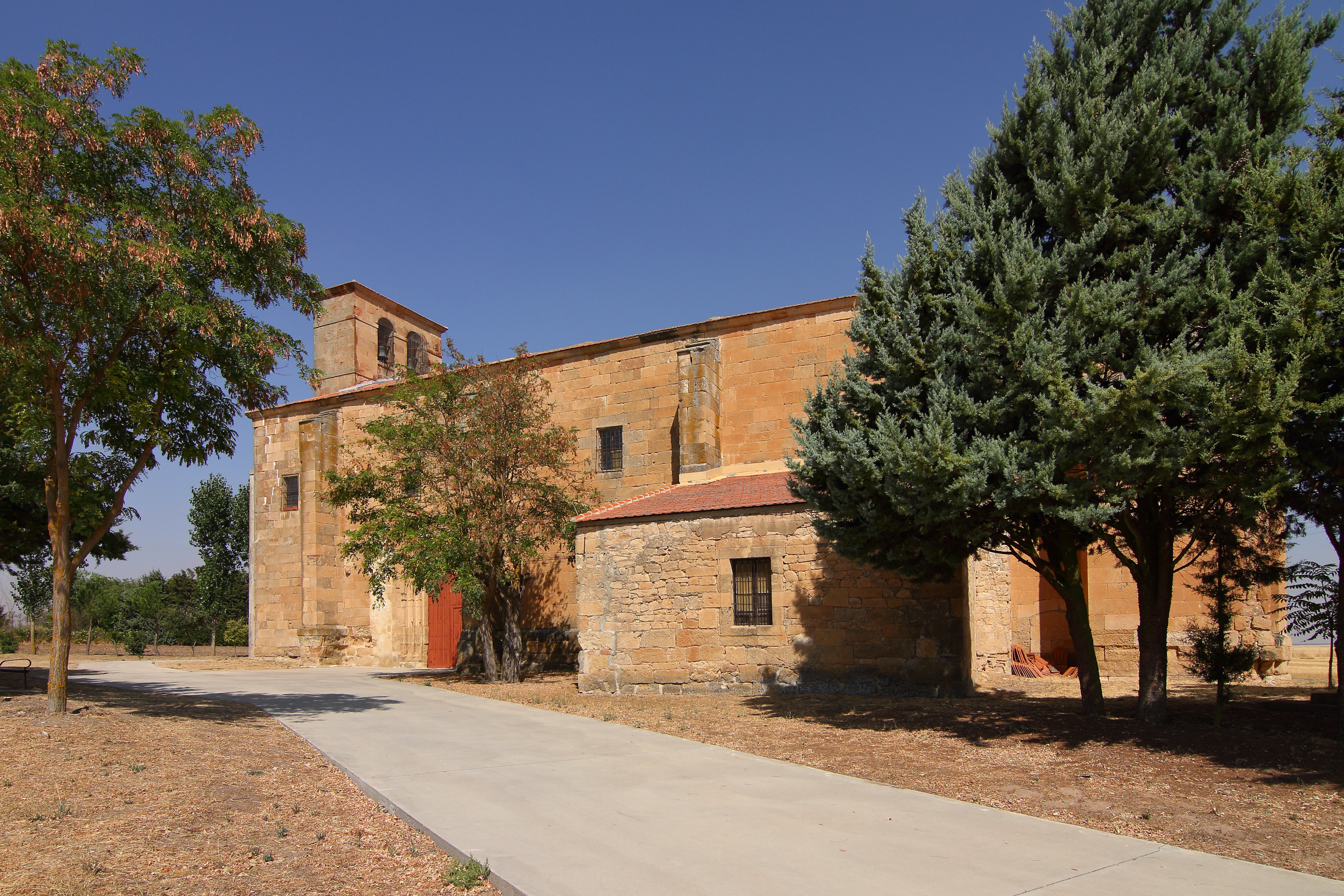
Iglesia de San Miguel Arcángel.

- La Iglesia de San Miguel Arcángel, de estilo gótico con retablos barrocos de la primera mitad del siglo XVII. La tribuna del coro, obra plateresca de Juan Negrete con columnas abalaustradas enmarcando los arcos y medallones en las enjutas, reconociéndose en ellos a los clásicos de San Pedro y San Pablo., y capilla mayor con trompas aveneradas de Pedro de Lanestosa. Está ubicada en las afueras de la localidad. . Es un imponente templo parroquial, compuesto de una sola nave, mantenida con sólidos contrafuertes. Su torre es rectangular y con hueco para las campanas a los dos lados.[4] Destacan en ella el retablo mayor de San Miguel, del siglo XVII.
- La Cruz del Humilladero, que data de 1783 y, desde la misma, se pueden obtener unas excelentes vistas del paisaje armuñés.
- Arquitectura tradicional, en ella destacan bellos ejemplos entre los que destaca la "Casa del Cura", con un imponente portalón renacentista.

## Geografía humana

### Demografía
Cuenta con una población de 96 habitantes (INE 2024).
| Gráfica de evolución demográfica de Arcediano entre 1842 y 2021                                                       |
| |
| Población de derecho según los censos de población del INE. Población de hecho según los censos de población del INE. |

## Cultura

### Fiestas
Arcediano celebra sus fiestas principales el 25 de julio, en honor a Santiago Apóstol, mientras que el 29 de septiembre realiza sus "fiestas chicas" en honor de San Miguel Arcángel.

## Administración y política
| Partido político                              | 2019  | 2019  | 2019       | 2015  | 2015  | 2015       | 2011  | 2011  | 2011       | 2007  | 2007  | 2007       | 2003  | 2003  | 2003       |
| Partido político                              | %     | Votos | Concejales | %     | Votos | Concejales | %     | Votos | Concejales | %     | Votos | Concejales | %     | Votos | Concejales |
| Partido Popular (PP)                          | 53,75 | 43    | 4          | 53,85 | 49    | 4          | 60,81 | 45    | 5          | 66,67 | 48    | 4          | 50,56 | 45    | 4          |
| Partido Socialista Obrero Español (PSOE)      | 35,00 | 28    | 1          | 25,27 | 23    | 1          | 17,57 | 13    | 0          | 11,11 | 8     | 1          | 6,74  | 6     | 0          |
| Coalición SI por Salamanca (SI)               | —     | —     | —          | —     | —     | —          | 35,14 | 26    | 0          | —     | —     | —          | —     | —     | —          |
| Los Verdes-Foro de Izquierdas (LVFI)          | —     | —     | —          | —     | —     | —          | —     | —     | —          | —     | —     | —          | 26,97 | 24    | 1          |
| Unión del Pueblo Salmantino (UPSa)            | —     | —     | —          | —     | —     | —          | —     | —     | —          | —     | —     | —          | 21,35 | 19    | 0          |
| Unidad Regionalista de Castilla y León (URCL) | —     | —     | —          | —     | —     | —          | —     | —     | —          | —     | —     | —          | 12,36 | 11    | 0          |